# Johann Bernhard Forst
Johann Bernhard Forst (1660-1709) fou un dels cantants txecs més afamats de la seva època.
Estudià cant a Praga i Itàlia, on cimentà la seva fama de cantant. També aconseguí grans èxits a Alemanya, gaudint de moltes simpaties entre els electors de Baviera i Saxònia. L'emperador Leopold I del Sacre Imperi Romanogermànic el nomenà músic de cambra de Viena, distinció que disgustà a tots els músics italians de la cort imperial. Víctima de la insensata rivalitat dels seus companys, Forst abandonà Viena, acceptant la plaça de mestre de capella de l'església de Sant Venceslau, a Mala Strana (Praga), i la de Tots els Sants, al Palau Reial de Hradchany; ensems era solista (baix) de la Catedral de Praga, percebent una paga anual per part de l'emperador Josep I. Després de la seva mort, el succeí en aquest càrrec el seu fill Wenceslau, que fou també un músic notable i cultivador de l'idioma txec.